# Politische Verdächtigung
Politische Verdächtigung ist ein Straftatbestand nach § 241a des deutschen Strafgesetzbuches (StGB). Strafbar ist danach Denunziation, wenn diese zu politischer Verfolgung führen kann. Es handelt sich dabei um ein so genanntes konkretes Gefährdungsdelikt.

## Wortlaut
Der Wortlaut von § 241a StGB ist:
(2) Ebenso wird bestraft, wer eine Mitteilung über einen anderen macht oder übermittelt und ihn dadurch der in Absatz 1 bezeichneten Gefahr einer politischen Verfolgung aussetzt.
(3) Der Versuch ist strafbar.

## Tatbestandsmerkmale
Die Merkmale der Denunziation sind entweder die Anzeige oder die Verdächtigung unabhängig von ihrem jeweiligen Wahrheitsgehalt. Die Adressaten der Denunziation können Behörden, Personenvereinigungen und auch Einzelpersonen sein. Umstritten ist, ob darunter auch bundesdeutsche Behörden fallen, da diese wegen der Gesetzmäßigkeit der Verwaltung nach Art. 20 GG dem Rechtsstaatsprinzip verpflichtet sind, aber die Anwendung des § 241a StGB eine rechtsstaatswidrige Verfolgung voraussetzt. Allerdings ist der im Vordringen befindlichen Meinung der Anwendbarkeit auf deutsche Behörden zuzugeben, dass die Gefahr nicht selbst durch die Empfängerbehörde oder -person ausgehen muss.
Es muss sich um eine politische Verfolgung handeln, die zwar von einzelnen Bevölkerungsgruppen eines Staates ausgehen kann, jedoch nicht aufgrund von möglicherweise kriminellen Vereinigungen.

## Geschütztes Rechtsgut
Geschütztes Rechtsgut ist die Schutzmöglichkeit, die Gemeinschaft und Rechtsstaat der einzelnen Person gegenüber haben.

## Tatort
Liegt der Tatort nicht im Inland, so kann sie nur verfolgt werden, wenn der Verfolgte ein Deutscher mit inländischem Wohnsitz ist (§ 5 Nr. 6 StGB).

## Rechtfertigungsgründe
Es kommen die üblichen Rechtfertigungsgründe in Betracht. Allerdings kann die rechtsstaatswidrige Anzeigeverpflichtung nach dem Recht des Tatortes kein Rechtfertigungsgrund sein.

## Regelbeispiele
§ 241a Abs. 4 StGB gibt als Regelbeispiele die Unwahrheit der Mitteilung, Anzeige oder Verdächtigung bzw. die Absicht der Verfolgung vor. Auch wenn der Strafrahmen dann eine Mindestfreiheitsstrafe von einem Jahr vorsieht, bleibt es bei dem Vergehenscharakter der Straftat.

## Geschichte
Der Straftatbestand wurde 1951 durch das Gesetz zum Schutz der persönlichen Freiheit (BGBl. I S. 448, „Lex Kemritz“) gemeinsam mit der Verschleppung (§ 234a StGB) eingeführt. Als Auslöser wird genannt, dass es in der frühen Nachkriegszeit zahlreiche Verschleppungen aus den westlichen Besatzungszonen in die sowjetisch besetzte Zone (und später von der Bundesrepublik in die DDR) gab. In den 1990er Jahren kam es dann infolge des Beitritts der DDR zur Bundesrepublik Deutschland zu zahlreichen Verfahren wegen § 241a StGB.
Die systematische Einordnung hinter der Bedrohung (§ 241 StGB) ergibt sich aus der spezialgesetzlichen Regelung. Wegen der unterschiedlichen Schutzrichtung wäre eine Einordnung hinter der falschen Verdächtigung (§ 164 StGB) systemwidrig gewesen.

## Prozessuale Besonderheiten
Zuständig ist trotz des Vergehenscharakters nicht das Amtsgericht in erster Instanz, sondern gemäß § 74a Abs. 1 Nr. 6 GVG die Staatsschutzkammer des Landgerichts. Hat die Sache besondere Bedeutung, so kann der Generalbundesanwalt auch gemäß § 120 Abs. 2 GVG die Anklage in erster Instanz vor dem Oberlandesgericht des Tatorts erheben.
Liegt der Tatort wegen § 5 Nr. 6 StGB im Ausland, so ist das Gericht örtlich zuständig, in dessen Bezirk der verfolgte Deutsche seinen Wohnsitz hat (§ 8 Strafprozessordnung). Einen Straftatbestand der politischen Verdächtigung – Denunziation kennt das deutsche Strafrecht nach der Auffassung der deutschen Generalstaatsanwaltschaft nicht.